# Stara Góra (województwo świętokrzyskie)
Stara Góra – osada w Polsce położona w województwie świętokrzyskim, w powiecie koneckim, w gminie Stąporków.
W latach 1975–1998 miejscowość należała administracyjnie do województwa kieleckiego.
Wierni kościoła rzymskokatolickiego należą do parafii Wniebowzięcia Najświętszej Maryi Panny w Stąporkowie.